# Glenlee (Victoria)
 (septembre 2020).
Pour le trois-mâts, voir Glenlee.
Glenlee est une localité à l'ouest de l'État du Victoria en Australie à 328 km au nord-ouest de Melbourne dans le comté d'Hindmarsh. Elle est située dans le Wimmera et compte 87 habitants en 2016. 